# Triệu Tử Nặc
Triệu Tử Nặc (tiếng Trung: 趙紫諾, tiếng Anh: Chiu, Sabrina Chi Lok; sinh ngày 2 , 2008). Là nữ ca sĩ Hồng Kông, từng là một sao nhí sôi nổi ở Trung Quốc đại lục, sở trường là ca hát và biểu diễn Piano. Là Quý quân của chương trình tìm kiếm tài năng ca hát "Thanh mộng truyền kỳ 2" của TVB.

## Cuộc sống thuở nhỏ
Triệu Tử Nặc có cha là người đại lục, mẹ là người Hồng Kông, học ở trường quốc tế nên vẫn chưa thể nói thạo Tiếng Quảng Đông. Về nơi sinh và cư trú lâu dài, có nguồn tin cho rằng cô sinh ra ở Hồng Kông và cùng gia đình chuyển đến Vương quốc Anh trong những năm đầu, mà Weibo cá nhân của cô ấy đề cập rằng cô ấy đã học ở Hồng Kông trong thời gian dài, có thể có sự mâu thuẫn hoặc hiểu lầm giữa các mô tả.

## Sự nghiệp diễn nghệ

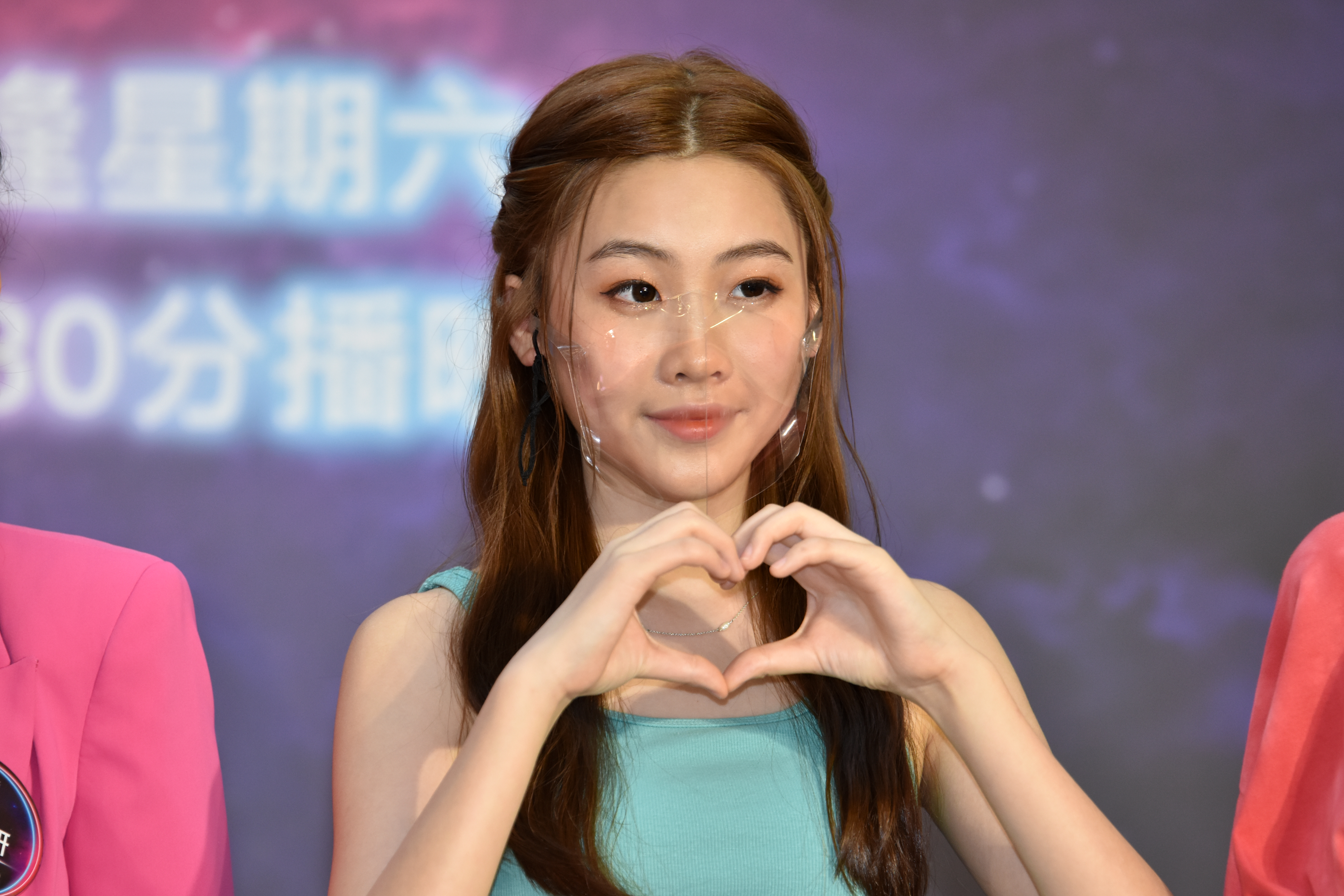
Ngày 10/7/2022, Triệu Tử Nặc tại hoạt động gặp mặt người hâm mộ ở Windsor House.

Triệu Tử Nặc từ nhỏ đã diễn xuất trong các quảng cáo ở Trung Quốc đại lục, tham gia hơn 40 cái quảng cáo. Trong số đó, có nhiều hợp tác với tập toàn sản xuất điều hòa không khí GREE, cùng Thành Long và chủ tịch của GREE Đổng Minh Châu quay các quảng cáo khác nhau, năm 2018 từng biểu diễn ca hát cùng với ban nhạc trí tuệ nhân tạo do GREE phát triển.
Về Piano, Triệu Tử Nặc bắt đầu học Piano từ năm 5 tuổi, được nhiều bậc thầy nổi tiếng chỉ dạy; 7 tuổi, được mời đến chương trình của CCTV "Khoái lạc cầm đồng" diễn tấu bài nhạc tự cải biên "Mộng ảo tinh không" (梦幻星空); 9 tuổi, thi được văn bằng DipABRSM diễn tấu chuyên nghiệp Piano của Học viên Âm nhạc Hoàng gia Anh Quốc; từng diễn tấu cùng sân khấu với Lang Lãng, Lý Vân Địch; 10 tuổi, từng tổ chức buổi diễn tấu cá nhân; 12 tuổi, thi được văn bằng LRSM cao cấp diễn tấu chuyên nghiệp.. Về ca hát, Triệu Tử Nặc từng tham gia biểu diễn vài bài hát trong chương trình của CCTV "Đồng thanh xướng" (童声唱).
Năm 2022, Triệu Tử Nặc 13 tuổi ở Hồng Kông tham gia chương trình tìm kiếm tài năng âm nhạc của TVB "Thanh mộng truyền kỳ 2", được huấn luyện viên Lâm Dịch Khuông chọn vào đội đỏ. Trong tập 3 của chương trình, nhờ vào tác phẩm tiếng Phổ thông "Nói xa là xa" (說散就散) có độ khó cao nhận được nhiều chú ý, đoạn video biểu diễn được tải lên Youtube đã nằm trong top 3 video phổ biến nhất và trở thành bài hát đầu tiên của chương trình đạt một triệu lượt xem. Triệu Tử Nặc tiến vào chung kết và trở thành Quý quân của cuộc thi.
Ngày 1/11/2022, cùng các học viên "Thanh mộng truyền kỳ 2" tham gia concert tốt nghiệp Thanh mộng truyền kỳ 2 "Prom Night" được tổ chức ở Sân vận động Macpherson Vượng Giác, đây là concert bán vé công khai đầu tiên mà Tử Nặc tham gia.

## Kinh nghiệm thi đấu

### Thanh mộng truyền kỳ 2
Số điểm phụ thuộc vào số lượng đèn do 25 giám khảo đưa ra, tức là điểm tuyệt đối là 25 điểm.
| Tập | Ngày phát sóng | Bài hát biểu diễn                                             | Hợp tác với                                                                      | Ghi chú |
| --- | -------------- | ------------------------------------------------------------- | -------------------------------------------------------------------------------- | --- |
| 1   | 11/6/2022      | Traitor - Olivia Rodrigo                                      | —                                                                                | Tập giới thiệu, không tính điểm                                                                                 |
| 2   | 18/6/2022      | Poker Face - Lady Gaga                                        | Tiêu Trình Khiêm, Nhậm Khải Đình, Lưu Chỉ Quân@XiX                               | Gia nhập vào nhóm của huấn luyện viên Lâm Dịch Khuông                                                           |
| 3   | 25/6/2022      | 說散就散/ Nói xa là xa - Trần Vịnh Đồng                       | —                                                                                | Lấy 23 đèn xanh trở thành điểm cao nhất tập, thăng cấp                                                          |
| 7   | 30/7/2022      | 人質/ Con tin - Trương Huệ Muội                               | —                                                                                | Thi đấu với tư cách thành viên đội đỏ, thua trận với tỉ số 8:17 đèn và thăng cấp                                |
| 9   | 13/8/2022      | 天才與白痴/ Thiên tài và đần độn - Hứa Quán Kiệt              | XiX, Văn Tá Khuông,Trần Tấn Hiên, Bành Gia Hiền                                  | Thi đấu với tư cách thành viên đội đỏ, đánh trống trong tiết mục mở màn concert, thắng trận với tỉ số 15:10 đèn |
| 10  | 27/8/2022      | 舞孃/ Vũ nương - Thái Y Lâm                                   | Chung Nhu Mỹ                                                                     | Thi đấu với tư cách thành viên đội đỏ, tiết mục khách mời concert, thua trận với tỉ số 9:16 đèn                 |
| 10  | 27/8/2022      | We Will Rock You, We Are The Champions - Queen                | Trần Tấn Hiên, Bành Gia Hiền, Nhậm Khải Tình, Giang Đình Tuệ, XiX, Văn Tá Khuông | Thi đấu với tư cách thành viên đội đỏ, tiết mục encore concert, thua trận với tỉ số 8:17 đèn                    |
| 11  | 3/9/2022       | 先哭為敬/ Khóc vì kính trọng - Trịnh Hân Nghi                 | Lý Hạnh Nghê                                                                     | Thi đấu với tư cách thành viên đội đỏ, thắng trận với tỉ số 13:12 đèn và thắng cấp                              |
| 13  | 17/9/2022      | Rolling In The Deep - Adele                                   | —                                                                                | Thắng trận với tỉ số 25:0 đèn và tiến vào top 5                                                                 |
| 15  | 2/10/2022      | 我要我們在一起/ Em muốn chúng ta ở bên nhau - Phạm Hiểu Huyên | —                                                                                | Lấy 22 điểm trở thành Quý quân của cuộc thi                                                                     |
| 17  | 12/11/2022     | Roar - Katy Perry                                             | —                                                                                | Cùng đội Star Team thắng giải quán quân đồng đội                                                                |

## Tác phẩm diễn xuất

### Chương trình tổng hợp
| Năm  | Tên chương trình                             | Tên chương trình    | Ghi chú             |
| CCTV | CCTV                                         | CCTV                | CCTV                |
| ---- | -------------------------------------------- | ------------------- | ------------------- |
| 2016 | Khoái lạc cầm đồng                           | 快乐琴童            | Khách mời biểu diễn |
| 2020 | Đồng thanh xướng                             | 童声唱              | Khách mời           |
| TVB  |                                              |                     |                     |
| 2022 | Thanh mộng truyền kỳ 2                       | 聲夢傳奇2           | Thí sinh            |
| 2022 | Thanh mộng truyền kỳ 2 Đấu đá sân nước ngoài | 聲夢傳奇2海外踢館賽 | Thí sinh            |

## Giải thưởng và đề cử
| Năm  | Đơn vị phát thưởng                           | Giải thưởng        | Tác phẩm | Kết quả                    |
| ---- | -------------------------------------------- | ------------------ | -------- | -------------------------- |
| 2022 | Thanh mộng truyền kỳ 2                       | Quý quân           | —        | Đoạt giải                  |
| 2022 | Thanh mộng truyền kỳ 2 Đấu đá sân nước ngoài | Quán quân đồng đội | —        | Đoạt giải (cùng Star Team) |